# Sean Parker
Sean Parker (Herndon, 3 de dezembro de 1979) é um empreendedor norte americano. Co-fundou o Napster, Plaxo e Causes, e participou do Facebook. Ele declaradamente continua auxiliando o Facebook de forma não-oficial e é um dos investidores e conselheiros do Spotify.

## Biografia
Seu pai começou a lhe ensinar programação quando tinha sete anos de idade; aos 16, Sean foi sentenciado a serviços comunitários por invadir computadores.
Parker graduou-se na Oakton High School no Condado de Fairfax, em 1998. Em 1999, ele co-fundou o Napster, um serviço de livre-compartilhamento de arquivos de músicas que despertou a ira dos selos de gravação e da Recording Industry Association of America. Ações judiciais de várias associações industriais acabaram por encerrar o serviço.
Em Novembro de 2002, Parker lançou o Plaxo, um serviço de address book e rede social online integrado ao Microsoft Outlook. Ele deixou a Plaxo após disputas não reveladas com duas acionistas, Sequoia Capital e Ram Shriram.
Em 2004, Parker começou a assessorar informalmente os criadores do Facebook, e tornou-se o primeiro presidente recebendo 7% das ações do Facebook quando a empresa foi incorporada mais tarde naquele ano. Ele foi forçado a deixar o Facebook após ser preso por posse de cocaína. Parker tinha assinado o acordo de aluguel de uma casa de frente para o mar durante uma viagem para praticar Kitesurf na Carolina do Norte, onde as drogas foram encontradas pela polícia ao chegar em uma festa com um mandado de busca após três noites de festa. Os promotores não o indiciaram por falta de evidências. O maior investidor do Facebook, Jim Breyer da Accel Partners pressionou pela expulsão de Sean Parker.
Em 2006, Parker juntou-se à Founders Fund, uma empresa de capital de risco situada em São Francisco, como sócio.

## Na cultura popular
O período de Parker com o Facebook é retratado no filme de 2010 A Rede Social, dirigido por David Fincher. Ele é interpretado por Justin Timberlake. Uma de suas contribuições foi remover o "the" do nome da rede social, que antes era "TheFacebook".
Em 2010, Parker empenhou 100 mil dólares para a campanha de legalização da maconha na California, um esforço encabeçado pela Drug Policy Alliance que foi a maior força pela parte da Proposição 19 da California. A revista Vanity Fair publicou seu perfil em Outubro de 2010.